# Franco Pizzicanella
Franco Pizzicanella (Tucumán, Argentina, 29 de mayo de 1996) es un futbolista argentino que juega de portero y actualmente juega en Central Norte  de la provincia de Tucumán. Es hermano de Gastón Pizzicanella, exjugador de Atlético.

## Trayectoria

### Trayectoria en el equipo filial de Atlético Tucumán
Pizzicanella debutó en el 2014 en el Decano jugando en el equipo filial del equipo tucumano en la Liga Tucumana de Fútbol. Allí se consagró campeón en 2016 (mientras alternaba la suplencia de Cristian Lucchetti y de Josué Ayala en la primera división) luego de ser agredido en la final frente a Deportivo Marapa y tras la resolución del Consejo Federal de otorgarle el título a Atlético.

### Atlético Tucumán (2016 - 2021)
Pese a estar en el club desde 2016, tuvo su debut inesperado frente a Libertad de Paraguay por la fecha 6 de la Copa Libertadores en el 2018, donde cumplió una excelente actuación luego de la expulsión del arquero titular Alejandro Miguel Sánchez. Fue el tercer arquero del Decano detrás del Oso Sánchez y Cristian Lucchetti entre 2017 y 2019. Con el Atlético consiguió el ascenso el 8 de noviembre de 2015 siendo suplente del "Laucha" Lucchetti y Josué Ayala. También obtuvo el subcampeonato de la Copa Argentina en 2017.
Entre 2020 y 2021 continuaría siendo el tercer arquero del equipo detrás de Cristian Lucchetti y Tomás Marchiori.
Finalmente, el 5 de agosto de 2021 finalizaría su vínculo con el club tras no conseguir minutos de juego.

## Clubes y estadísticas
| Club                | País                | Año                 | Partidos | Goles |
| ------------------- | ------------------- | ------------------- | -------- | ----- |
| Atlético Tucumán    | Argentina           | 2015 - 2021         | 1        | 0     |
| Total en su carrera | Total en su carrera | Total en su carrera | 1        | 0     |

## Títulos
| Título                          | Año  | Club                             |
| ------------------------------- | ---- | -------------------------------- |
| Primera B Nacional              | 2015 | Atlético Tucumán                 |
| Liga Tucumana de Fútbol         | 2016 | Atlético Tucumán (Equipo Filial) |
| Subcampeón de la Copa Argentina | 2017 | Atlético Tucumán                 |